# Čeněk
Čeněk je mužské křestní jméno. Podle českého kalendáře má svátek 19. července. Jde o českou podobu latinského jména Vincentus, která se do češtiny dostala přes italské domácké Vincenzo (čteno Vinčenc). Další českou obdobou je Vincenc. Původní latinské jméno Vincentus pochází z latinského vincens s významem „vítězící, vítězný“, případně také „přemáhající“. Podobné jméno s jinou etymologií je původně slovanské Česlav.

## Statistické údaje
Následující tabulka uvádí četnost jména v ČR a pořadí mezi mužskými jmény ve srovnání dvou roků, pro které jsou dostupné údaje MV ČR – lze z ní tedy vysledovat trend v užívání tohoto jména:
| Rok       | Četnost   | Pořadí   |
| 1999      | 1657      | 132.     |
| 2002      | 1597      | 133.     |
| Porovnání | o 60 méně | o 1 hůře |
| 2006      | 1526      | 144.     |
| 2013      | 1522      | 346.     |

Změna procentního zastoupení tohoto jména mezi žijícími muži v ČR (tj. procentní změna se započítáním celkového úbytku mužů v ČR za sledované tři roky 1999-2002) je -2,9%.

## Známí nositelé jména
- Čeněk z Vartenberka – český šlechtic a politik
- Čeněk Daněk – inženýr, konstruktér a významný český průmyslník
- Čeněk Duba – režisér působící v Česku
- Čeněk Junek – automobilový závodník
- Čeněk Šlégl – český herec, režisér a scenárista